# 安德烈亚斯·米克尔森
安德烈亚斯·米克尔森（挪威語：Andreas Mikkelsen，1989年6月22日—）是一名挪威拉力赛车手，目前参加世界拉力锦标赛，效力于大众汽车的拉力厂队大众汽车运动二队。他的領航員是奥拉·弗勒厄内（Ola Fløene）。

## 职业生涯

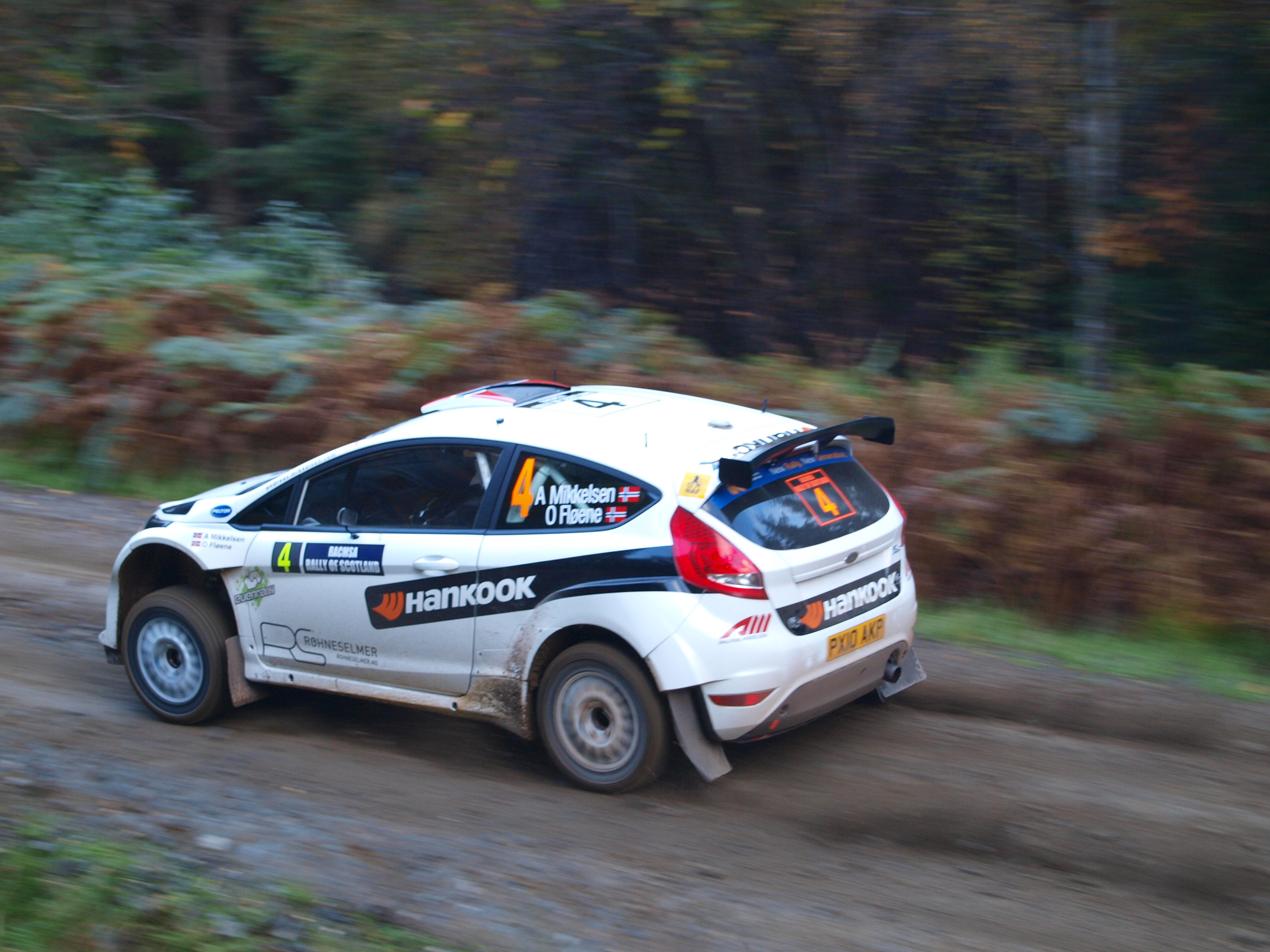
米克尔森在2010年苏格兰拉力赛

米克尔森17岁开始在英国参加拉力赛事，2006年首次参加世界拉力锦标赛（WRC），首场赛事是英国拉力赛，在第14赛段退赛。2007赛季他参加了八场WRC赛事，最好成绩为爱尔兰拉力赛的第9名。2008年他在瑞典拉力赛获得第5名，打破了在WRC赛事中获得积分的最年轻车手纪录。
2010年，米克尔森转战洲际拉力挑战赛（IRC），驾驶一辆福特嘉年华超级2000赛车，最好成绩为苏格兰拉力赛的亚军。他还驾驶超级2000赛车参加了3场WRC比赛，并在英国拉力赛取得该组别的冠军。在2010年取得显著成绩后，他与斯柯达英国车队签约参加2011年IRC。2011赛季米克尔森开局并不顺利，首站蒙特卡洛拉力赛即告退赛。在亚速尔拉力赛，他夺得亚军，这也成为了赛季的转折点。他在最后一站塞浦路斯拉力赛获胜，并夺得总冠军，成为了最年轻的IRC冠军。2012年米克尔森继续保持强势，在IRC夺得两场分站冠军并成功卫冕总冠军。
2011年大众派出厂队使用斯柯达晶锐超级2000赛车参加了4场WRC的比赛以考察年轻车手，米克尔森在其中的芬兰拉力赛登场，但以退赛告终。2012年大众继续使用斯柯达晶锐参加全年WRC比赛，米克尔森作为名将塞巴斯蒂安·奥吉尔的队友，参加了其中的8场，最好成绩为第7名。十二月，大众宣布米克尔森将成为厂队第三车手，将从2013年葡萄牙站开始驾驶大众波罗R世界拉力赛车，参加WRC最高组别比赛。

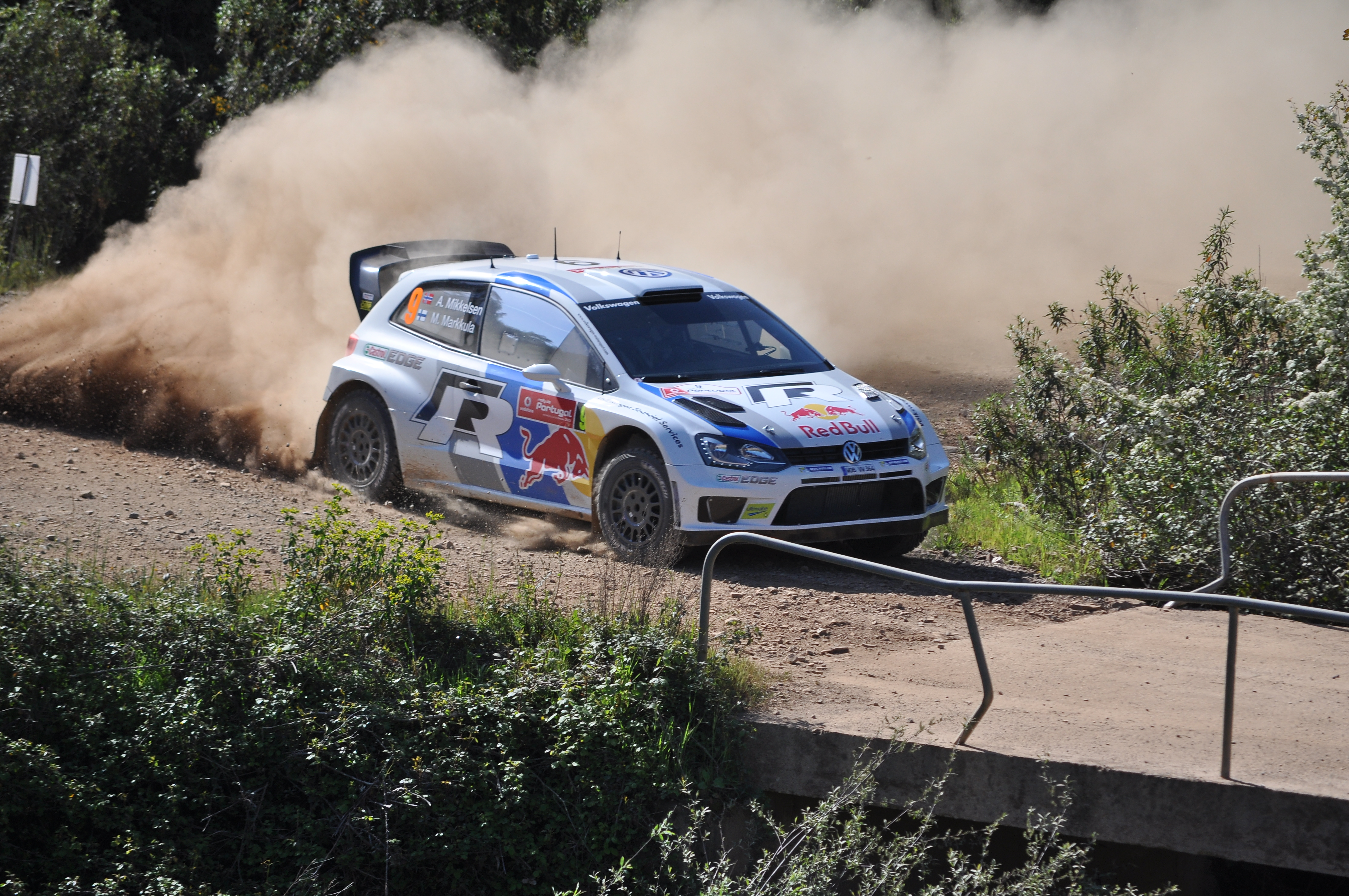
米克尔森在2013年葡萄牙拉力赛

2013年WRC葡萄牙拉力赛，米克尔森以“大众汽车运动二队”的名义首次驾驶波罗R赛车参赛，取得第6名。该赛季最好成绩为希腊站的第4。2014赛季，米克尔森参与赛季全部比赛，在瑞典拉力赛获得亚军，首次登上WRC领奖台。此后他又四度登上领奖台，年终积分排名第3。2015赛季米克尔森继七次登上领奖台之后，于西班牙加泰罗尼亚拉力赛取得自己首个WRC分站冠军。

## WRC分站冠军
| # | 比赛                         | 赛季 | 领航员        | 赛车          |
| - | ---------------------------- | ---- | ------------- | ------------- |
| 1 | 第51届西班牙加泰罗尼亚拉力赛 | 2015 | 奥拉·弗勒厄内 | 大众波罗R WRC |
| 2 | 第73回波兰拉力赛             | 2016 | 安德斯·雅格   | 大众波罗R WRC |
| 3 | 第25回澳大利亚拉力赛         | 2016 | 安德斯·雅格   | 大众波罗R WRC |